# Order Przyjaźni (CSRS)
Order Przyjaźni (czes. Řád přátelství) – czechosłowackie odznaczenie państwowe.

## Historia
Odznaczenie zostało ustanowione ustawą z dnia 14 grudnia 1976 r. nr 152/1976 Sb. dla nagrodzenia cudzoziemców zasłużonych w działalności na rzecz ustalania, umacniania i rozwijania współpracy z Czechosłowacką Republiką Socjalistyczną oraz w działaniach zmierzających do pokojowego współdziałania pomiędzy narodami. Order mógł być nadawany tylko obywatelom innych państw.
Odznaczenie zostało zniesione w dniu 15 października 1990 r. na podstawie §17 pkt. 3 ustawy nr 404/1990 Sb. z dnia 2 października 1990 roku.

## Zasady nadawania
Odznaczenie zgodnie z § 2 ustawy o jego ustanowieniu przyznawana obywatelom innych krajów, którzy przyczynili się do ustalenia, wzmocnienia i rozwój przyjaznych stosunków z Republiką Czechosłowacką, zwłaszcza we współpracy politycznej, gospodarczej, kulturalnej, naukowej i naukowo-technicznej lub którzy przyczynili się do rozwoju przyjaźni, współpracy i pokojowego współistnienia między narodami.

## Opis odznaki
Odznaka orderu jest wykonana ze srebra i pozłacana, składa się z dwóch pięcioramiennych gwiazd wykonanych z promieni, ramiona gwiazd są prostokątami.
Na awersie odznaczenia w środku górnej gwiazdy znajduje się okrąg wypełniony szlifowanymi czeskimi granatami, takie same kamienie półszlachetne po trzy umieszczone są na końcach ramion górnej gwiazdy.
Rewers odznaki orderu jest gładki, znajduje się tam jedynie numer kolejny nadanego odznaczenia.
Medal zawieszony jest wstążce o szer. 38 mm, mającej kształt trapezu, u jej dołu znajduje się prostokątna metalowa zawieszka w kolorze złotym z napisem w języku czeskim ČSSR (skrót od Československá socialistická republika – pol. Czechosłowacka Republika Socjalistyczna). Wstążka jest koloru czerwonego, w środku znajduje się wąski pasek w barwach flagi Czechosłowackiej tj. niebieski – biały – czerwony ustawionych w pionie.